# Niederrheinisches Museum Kevelaer
Das Niederrheinisches Museum Kevelaer e.V. befindet sich in der Wallfahrtsstadt Kevelaer und ist eines der größten Museumsbauten am Niederrhein. Die Sammlung spiegelt die volkskundliche, kulturgeschichtliche und künstlerische Geschichte der Region wider.

## Geschichte

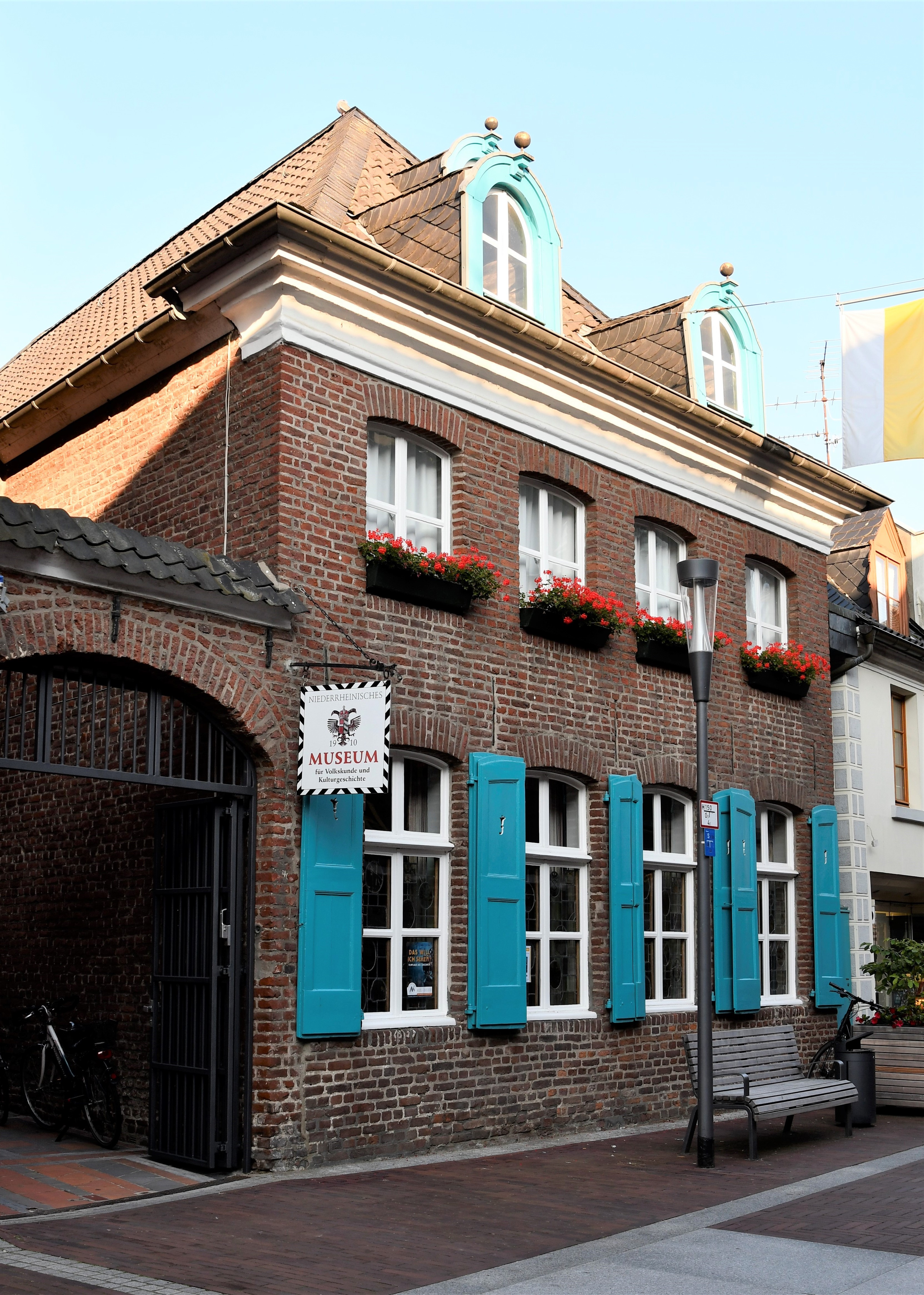
Risbroecksche Haus auf der Hauptstraße

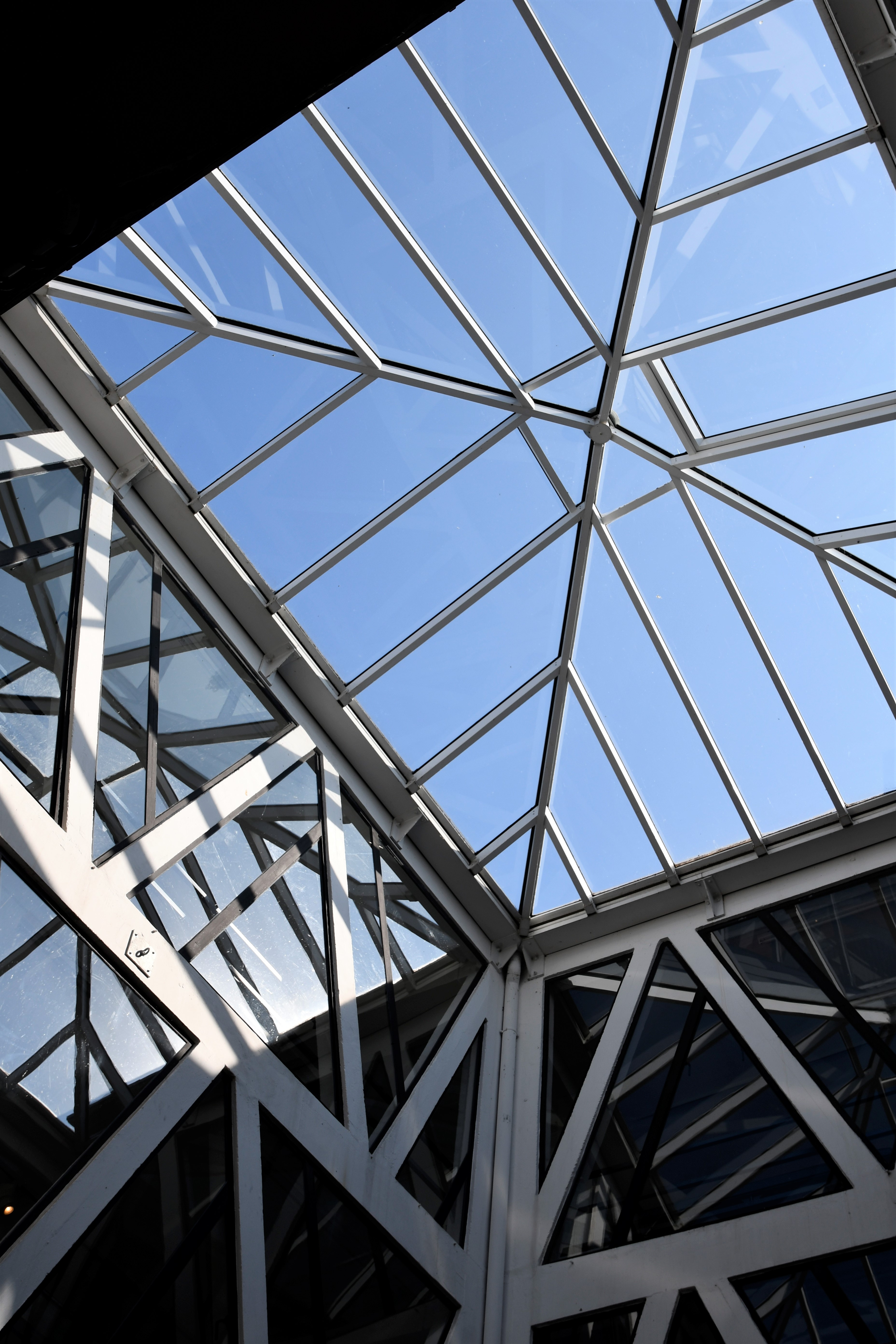
Blick in den Quadrum-Bau

Die Anfänge des Niederrheinischen Museums Kevelaer e.V. finden sich in der Gründung des Vereins für Heimatschutz in Kevelaer im Jahr 1910.
Aus einem heimatbezogenen Gedanken heraus wurden Gegenstände zusammengetragen und im ersten Museum „De alde Weem“, dem alten Pastorat in Kevelaer, ausgestellt.
Nach der Zusammenlegung des Gelderner Kreismuseums mit dem Kevelaerer Museum entstand in Kevelaer das neue Kreisheimatmuseum im Jahr 1937 am Marienpark unter dem Namen „Haus der Heimat“. Mit dem Zusammenschluss erhielt das Kevelaerer Museum die bedeutende Sammlung des Geometers Michael Buyx. Im Jahr 1945 wurde das Museum durch einen Luftangriff zerstört. Bis heute ist eine exakte Feststellung der Kriegsverluste nicht möglich.
Auf der Suche nach einem neuen Museumsgebäude für die erhaltenen Bestände wurde das aus dem 18. Jahrhundert stammende „Risbroecksche Haus“ im Jahr 1954 erworben und ist bis heute ein Bestandteil des Museums. Kurze Zeit darauf begannen Umbaumaßnahmen, um das ehemalige Wohngebäude museumstauglich zu machen. Auf diese Altbausanierung folgten weitere Maßnahmen wie der Anbau eines Quadrum-Baus von 1958–1960 und die Errichtung eines groß angelegten neuen Museumstraktes von 1973–1976. Schließlich gab es von 1991–1995 einen letzten Neu- und Umbau. Seit Abschluss dieser Baumaßnahmen im Jahr 1995 wird das Museum durch einen rechtsfähigen und gemeinnützigen „Museumsbetreiberverein“ geführt, der die vorherige Betreuung durch ein Kuratorium ablöste.
Im Jahr 2004 eröffnete das Museum die Webpräsenz mit der Second Level Domain „niederrheinisches-museum-kevelaer“.
Seit 2018 ist Veronika Kaenders, geborene Hebben, Leiterin des Niederrheinischen Museums für Volkskunde und Kulturgeschichte e.V. Kevelaer.
Nach der Umgestaltung der Website 2018/2019 tauchte erstmalig das Museums-Logo mit dem Namen „Niederrheinisches Museum Kevelaer“ auf.
Anfang 2023 wurde das Museum offiziell von „Niederrheinische Museum für Volkskunde und Kulturgeschichte e.V. Kevelaer“ in „Niederrheinisches Museum Kevelaer e.V.“ umbenannt.

## Ausstellungen

### Dauerausstellung
Das Museum präsentiert auf einer Ausstellungsfläche von 2.500 m² unterschiedliche Objekte der niederrheinischen Volks- und Kulturgeschichte. Von der anfänglichen Sammlerleidenschaft einzelner Kevelaerer Bürger und der Gründung des Vereins für Heimatschutz ist noch einiges im heutigen Museum zu sehen. Doch ist der heimatliche Gedanke mit den Jahren weit über die Stadt Kevelaer hinausgegangen.
Thematische Schwerpunkte der Sammlung sind neben der bäuerlichen und bürgerlichen Sachkultur auch das alte Handwerk, die Volksfrömmigkeit und Liturgie, das Schützenwesen, die Regional- und Ortsgeschichte. Daneben bewahrt es kunsthandwerkliche Erzeugnisse der Druckgraphik und der Keramik sowie eine Sammlung an Niederrheinischer Irdenware, eine Kupferstichsammlung und die Spielzeugsammlung der privaten Sammlerin Juliane Metzger.
In den Räumlichkeiten des heute denkmalgeschützten Risbroeckschen Haus wird Besuchern die adelige und bürgerliche Wohnkultur vergangener Zeiten vor Augen geführt.
Im Neubau gewährt das historisch eingerichtete Klassenzimmer einen Einblick in den Unterricht von früher und wird heute für Museumsworkshops genutzt. Daneben bieten die Handwerkergassen die Möglichkeit ehemalige Werkstätten unterschiedlicher Berufe wie die eines Schmiedes oder eines Küfers zu entdecken.

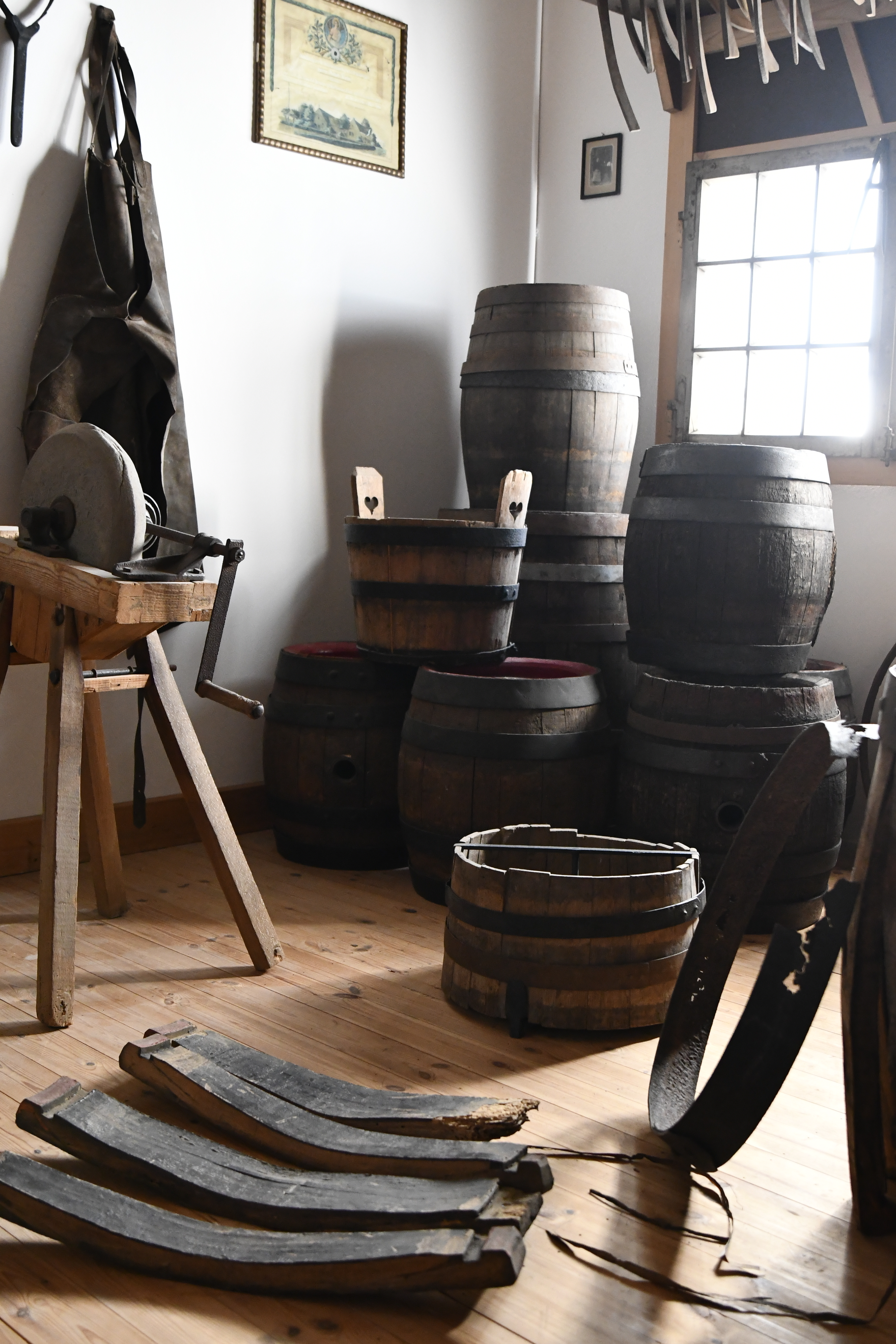
Ehemalige Werkstatt eines Küfers

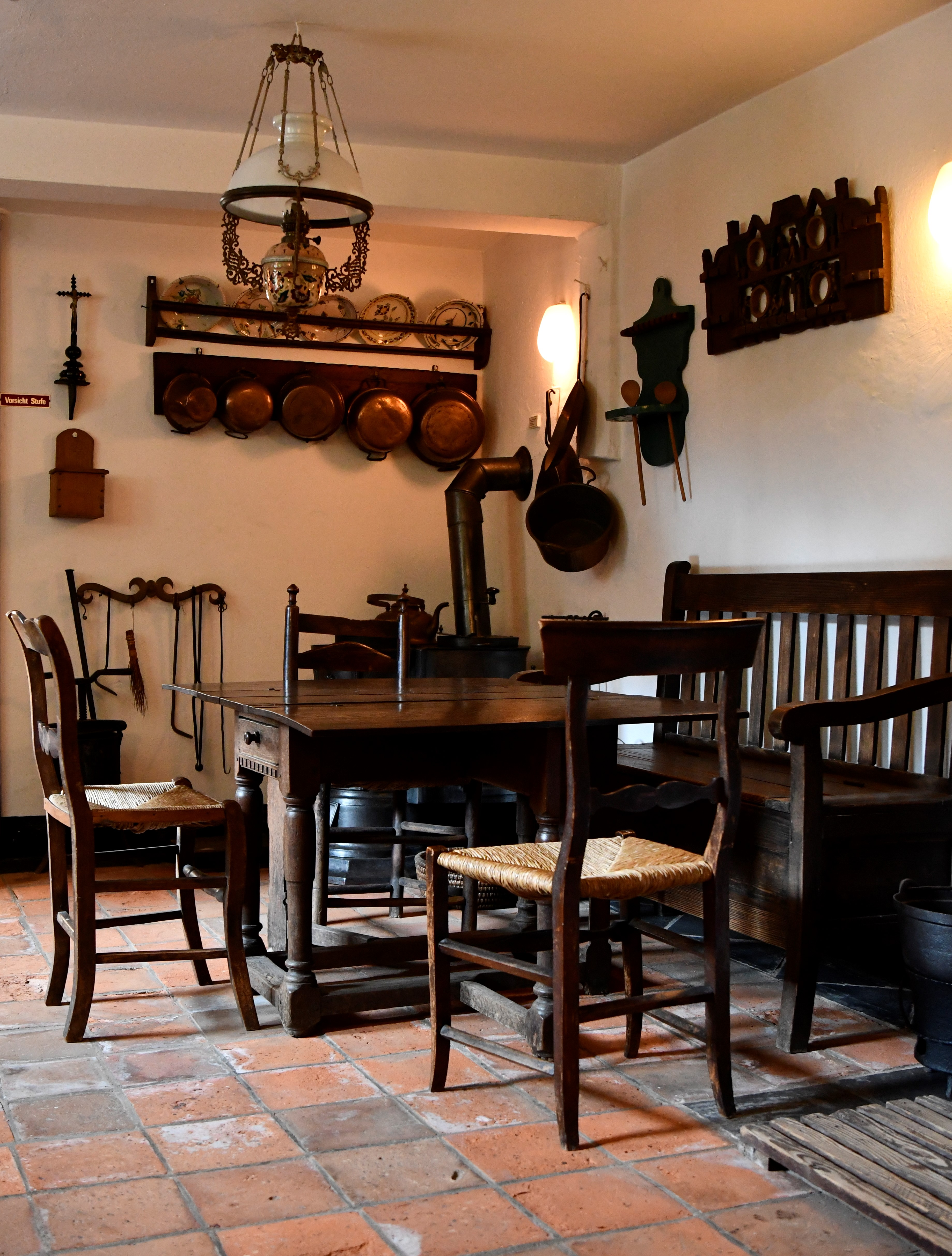
"Altes Wohnen"

Weitere Themen der Dauerausstellung sind:
- Tante-Emma-Laden Pirtz
- Altes Wohnen und Arbeiten mit Winkel, Schlafraum, Bäckerei und Küche
- Handwerke des Körpers mit Zahnarzt und Friseur
- Wachssammlung Bergs
- Haushaltsgerät
- Maße und Gewichte
- Rosenkränze und Gebetsschnüre
- Mineralien
- Vor- und Frühgeschichte
- Geologie
- Römische und Fränkische Funde
- Wallfahrtsgeschichte
- Rauchkultur
- Textilien

### Sonderausstellungen (Auswahl)
2023
- Playmobil®. Grenzenloser Spass!
- Verschwiegenes Schaffen – Werk im Schatten – Die Künstler Hapke und Henschel
- Die Sammlung Dr. Georg und Eva Ratermann

2021
- Spaß im Raum! Der Künstler Dieter von Levetzow
- Das will ich sehen – Filmplakate aus 8 Jahrzehnten
- Stadtt Plan
- Anderwelt – Der Künstler Paul Jansen-Sprenger

2020
- Das Aquarell – Jahresausstellung der Deutschen Aquarell Gesellschaft e.V.
- kleine steine – GROSSE IDEEN
- Im Glanz des Barock – Fayencen des 17. und 18. Jahrhunderts
- Unendliche Geschichten – Die Buchsammlung von Juliane Metzger

2019
- Von Menschen und stillen Helden
- Stummels Erbe
- Flowerpower & Weltraumdesign – Die Kultur der 60er und 70er Jahre